# Wereldkampioenschappen openwaterzwemmen 2009 - 10 kilometer vrouwen
De 10 kilometer vrouwen op de wereldkampioenschappen openwaterzwemmen 2009 vond plaats op 22 juli 2009 in Lido di Ostia, Italië. Titelverdedigster was de Russin Larisa Iltsjenko.

## Uitslag
| Rang   | Naam                         | Nationaliteit       | Tijd      |
| ------ | ---------------------------- | ------------------- | --------- |
| Goud   | Keri-Anne Payne              | Verenigd Koninkrijk | 2:01:37.1 |
| Zilver | Jekaterina Seliverstova      | Rusland             | 2:01:38.0 |
| Brons  | Martina Grimaldi             | Italië              | 2:01:38.6 |
| 4      | Andreina Pinto Perez         | Venezuela           | 2:01:40.8 |
| 5      | Angela Maurer                | Duitsland           | 2:01:40.9 |
| 6      | Linsy Heister                | Nederland           | 2:01:41.0 |
| 7      | Poliana Okimoto              | Brazilië            | 2:01:41.5 |
| 8      | Margarita Dominguez          | Spanje              | 2:01:45.6 |
| 9      | Marianna Lymperta            | Griekenland         | 2:01:45.7 |
| 10     | Jana Pechanova               | Tsjechië            | 2:01:50.2 |
| 11     | Alona Berbasova              | Oekraïne            | 2:01:58.9 |
| 12     | Manon Lammens                | België              | 2:02:00.3 |
| 13     | Alannah Jury                 | Nieuw-Zeeland       | 2:02:01.0 |
| 14     | Teja Zupan                   | Slovenië            | 2:02:03.1 |
| 15     | Fang Yangqiao                | China               | 2:02:04.0 |
| 16     | Olga Beresneva               | Oekraïne            | 2:02:04.0 |
| 17     | Nika Kozamernik              | Slovenië            | 2:02:04.4 |
| 18     | Karla Sitic                  | Kroatië             | 2:02:04.5 |
| 18     | Odette Saldivar              | Mexico              | 2:02:04.5 |
| 20     | Iris Matthey-Jaquet          | Zwitserland         | 2:02:04.6 |
| 21     | Patricia Maldonado           | Venezuela           | 2:02:05.9 |
| 22     | Ana Marcela Cunha            | Brazilië            | 2:02:06.4 |
| 23     | Silvie Rybarova              | Tsjechië            | 2:02:06.5 |
| 24     | Emily Brunemann              | Verenigde Staten    | 2:02:06.6 |
| 25     | Alejandra Gonzalez           | Mexico              | 2:02:06.7 |
| 26     | Stefanie Biller              | Duitsland           | 2:02:07.1 |
| 27     | Eva Fabian                   | Verenigde Staten    | 2:02:09.9 |
| 28     | Maaike Waaijer               | Nederland           | 2:02:10.1 |
| 29     | Melissa Gorman               | Australië           | 2:02:16.0 |
| 30     | Katia Barros                 | Ecuador             | 2:02:20.3 |
| 31     | Alice Franco                 | Italië              | 2:02:22.1 |
| 32     | Ophelie Aspord               | Frankrijk           | 2:02:22.9 |
| 33     | Zsofia Balazs                | Canada              | 2:02:24.3 |
| 34     | Shi Yu                       | China               | 2:02:28.3 |
| 35     | Katy Whitfield               | Verenigd Koninkrijk | 2:02:37.7 |
| 36     | Danielle de Francesco        | Australië           | 2:02:55.4 |
| 37     | Yurema Requena Juarez        | Spanje              | 2:03:16.8 |
| 38     | Natalie du Toit              | Zuid-Afrika         | 2:06:22.5 |
| 39     | Nataly Caldas Calle          | Ecuador             | 2:06:26.9 |
| 40     | Wing Yung Natasha Terri Tang | Hongkong            | 2:09:15.4 |
| 41     | Aurelie Muller               | Frankrijk           | 2:09:23.7 |
| 42     | Nadine Williams              | Canada              | 2:12:07.9 |
| 43     | Cindy Toscano                | Guatemala           | 2:26:09.1 |
| --     | Larisa Iltsjenko             | Rusland             | DNF       |
| --     | Swann Oberson                | Zwitserland         | DNF       |